# USS McLanahan (DD-615)
USS McLanahan (DD-615) là một tàu khu trục thuộc lớp Benson của Hải quân Hoa Kỳ đã phục vụ trong suốt Chiến tranh Thế giới thứ hai. Nó là chiếc tàu chiến thứ hai của Hải quân Hoa Kỳ được đặt tên theo Tenant McLanahan (1820-1848), một sĩ quan hải quân tử trận trong cuộc Chiến tranh Mexico-Hoa Kỳ.

## Thiết kế và chế tạo
McLanahan được đặt lườn tại chi nhánh xưởng tàu đảo Terminal của hãng Bethlehem Steel Corporation ở San Pedro, California vào ngày 29 tháng 5 năm 1941. Nó được hạ thủy vào ngày 2 tháng 9 năm 1942; được đỡ đầu bởi bà Dorothy W. Howard, và được cho nhập biên chế vào ngày 19 tháng 12 năm 1942 dưới quyền chỉ huy của Hạm trưởng, Thiếu tá Hải quân H. R. Hummer.

## Lịch sử hoạt động

### 1943
McLanahan khởi hành từ San Diego, California vào ngày 19 tháng 2 năm 1943 để nhận nhiệm vụ cùng Hải đội Khu trục 16 trực thuộc Hạm đội Đại Tây Dương. Nó đi đến Norfolk, Virginia vào ngày 10 tháng 3, và sau khi được huấn luyện tại Casco Bay, Maine cùng nhiều chuyến hộ tống vận tải ven biển, nó lên đường cho chuyến vượt Đại Tây Dương đầu tiên đến Algérie vào ngày 28 tháng 4. Nó quay trở về vùng bờ Đông vào ngày 8 tháng 6, để rồi lại lên đường đi sang Bắc Phi vào ngày 11 tháng 6, đi đến Oran vào ngày 21 tháng 6 để chuẩn bị cho Chiến dịch Husky, cuộc đổ bộ của lực lượng Đồng Minh lên Sicily thuộc Ý. Từ ngày 6 đến ngày 15 tháng 7, cùng với các đơn vị khác thuộc Lực lượng Đặc nhiệm 81, nó thực hiện bảo vệ phòng không và chống tàu ngầm cho lực lượng tấn công tại Gela. Nó sau đó làm nhiệm vụ hộ tống vận tải tại Địa Trung Hải và Đại Tây Dương.
Trong chín tháng tiếp theo sau, các đoàn tàu vận tải mà McLanahan tham gia hộ tống chỉ bị mất ba chiếc. Đang khi trên đường đi từ Oran đến Naples vào ngày 6 tháng 11, đoàn tàu của nó bị máy bay đối phương tấn công, vốn đã phóng bom rocket và ngư lôi vào các tàu Đồng Minh; McLanahan thoát khỏi hư hại, nhưng hai tàu buôn và một tàu hộ tống đã bị mất.

### 1944
Vào ngày 13 tháng 5 năm 1944, McLanahan rời Oran đi Naples góp phần vào hoạt động tấn công lên Anzio. Trong một tháng rưỡi tiếp theo sau, nó theo sát cuộc tiến quân của Đồng Minh dọc theo bờ biển nước Ý, bắn pháo hỗ trợ và bảo vệ cho các tàu tiếp liệu. Đến cuối tháng 7, nó bắt đầu chuẩn bị cho Chiến dịch Dragoon, cuộc đổ bộ của Đồng Minh lên miền Nam nước Pháp. Nó trải qua giai đoạn đầu tháng 8 thực hành đổ bộ ngoài khơi bờ biển Sicily; lên đường vào ngày 13 tháng 8 để đi sang khi vực đổ bộ; và đến ngày đổ bộ 15 tháng 8 đã bắn pháo hỗ trợ cho lực lượng đổ bộ gần St. Raphael. Sang ngày 18 tháng 8, nó tham gia bảo vệ cho bãi đổ bộ cũng như tuần tra dọc theo bờ biển Ý và Sicily, chống lại máy bay và tàu ngầm đối phương tấn công vào lực lượng đổ bộ và tàu tiếp liệu. Nó quay trở về Oran vào cuối tháng, và tiếp tục lên đường quay trở New York, đến nơi vào ngày 14 tháng 9.

### 1945
McLanahan quay trở lại khu vực Địa Trung Hải vào ngày 21 tháng 12. Đến ngày 19 tháng 1 năm 1945, nó tham gia cuộc bắn phá bờ biển Liguria giữa Monte Carlo và Genoa. Đang khi ngoài khơi San Remo vào ngày 11 tháng 2, một quả đạn pháo hạng nặng từ một khẩu pháo phòng thủ duyên hải đối phương đã nổ chỉ cách phía đuôi mạn trái con tàu 20–40 ft (6,1–12,2 m). Chiếc tàu khu trục chịu đựng tổn thất một người thiệt mạng và chín người bị thương nặng, thủng nhiều lỗ trên thành tàu bên trên và phía dưới mực nước, cùng một khẩu pháo không thể hoạt động.
Đến ngày 20 tháng 2, McLanahan rời Oran. Nó đi đến Toulon, Pháp vào ngày 21 tháng 3, nơi diễn ra một buổi lễ tuyên dương khi Chuẩn đô đốc Pháp P. Jaugard trao tặng huân chương Croix de Guerre cho Hạm trưởng cùng 12 thành viên thủy thủ đoàn khác. Nó đi đến Gibraltar, nơi trong suốt thời gian còn lại của chiến tranh tại Châu Âu, nó tuần tra tại Địa Trung Hải về phía Nam đến tận Casablanca. Sau khi Đức Quốc xã đầu hàng, nó tuần tra tại khu vực biển Tyrrhenus và ngoài khơi Bắc Phi cho đến ngày 30 tháng 6, khi nó lên đường quay trở về Hoa Kỳ, về đến Boston, Massachusetts vào ngày 8 tháng 7.
McLanahan rời Boston vào ngày 14 tháng 8 để dự định chuyển sang khu vực Mặt trận Thái Bình Dương; tuy nhiên, tin tức về việc Nhật Bản đầu hàng khiến mệnh lệnh dành cho nó được thay đổi. Nó được giữ lại cùng Hạm đội Đại Tây Dương, thực hiện các chuyến đi đến New York, New Orleans, Louisiana và vịnh Guantánamo, Cuba trước khi neo đậu tại Charleston, South Carolina vào ngày 3 tháng 11. McLanahan được cho xuất biên chế tại đây vào ngày 2 tháng 2 năm 1946 và neo đậu tại Philadelphia, Pennsylvania. Tên nó được cho rút khỏi danh sách Đăng bạ Hải quân vào ngày 1 tháng 7 năm 1971 và nó bị tháo dỡ vào năm 1974.

## Phần thưởng
McLanahan được tặng thưởng bốn Ngôi sao Chiến trận do thành tích phục vụ trong Thế Chiến II.